# 日テレ系音楽の祭典ベストアーティスト2024
『日テレ系音楽の祭典 ベストアーティスト 2024』（にっテレけいおんがくのさいてん　ベストアーティスト2024）は、日本テレビ系列で2024年11月30日19時 - 22時54分（JST）に生放送される通算24回目の『日テレ系音楽の祭典 ベストアーティスト』。

## 概要
2024年11月2日に放送が発表された。総合司会は前年に引き続き櫻井翔が、司会は羽鳥慎一、バカリズム、市來玲奈（日本テレビアナウンサー）が務める。
また、放送当日の16:25 - 16:55には『ベストアーティスト直前生放送』と題した事前番組が放送され、番組の見どころ紹介や、本編にも出演するアーティストの生歌唱が行われた。

## 出演者

### 総合司会
- 櫻井翔

### 司会進行
- 羽鳥慎一
- バカリズム
- 市來玲奈（日本テレビアナウンサー）

### 出演アーティスト
- AI
- IMP.
- HY
- Aぇ! group
- m-flo
- &TEAM
- 大塚愛
- Omoinotake
- ORANGE RANGE
- 木村昴
- King & Prince
- GLAY
- 齊藤京子
- 佐野勇斗
- THE RAMPAGE from EXILE TRIBE
- 三代目 J SOUL BROTHERS from EXILE TRIBE
- SUPER EIGHT × 東海大学付属静岡翔洋高等学校吹奏楽部
- SUPER BEAVER
- SixTONES
- Stray Kids
- Snow Man
- SEVENTEEN [注 2]
- ダイアモンド✡ユカイ
- Da-iCE
- timelesz
- NiziU × 七尾高等学校吹奏楽部
- NewJeans
- 乃木坂46
- Perfume
- 日向坂46[注 3]
- 藤井隆
- Hey! Say! JUMP
- 星野源
- MISIA
- Mrs. GREEN APPLE
- May J.
- 屋比久知奈
- 由薫
- うち太字は『第75回NHK紅白歌合戦』にも出場のアーティスト。

### ゲスト
- 鏡優翔
- 岡慎之助
- 竜星涼
- 八木莉可子
- 白石麻衣
- 岩田剛典
- 山田孝之

## セットリスト
は事前収録、 は過去の映像等のVTR
| 曲順 | アーティスト                                       | 楽曲                                      |
| ---- | -------------------------------------------------- | ----------------------------------------- |
| 1    | THE RAMPAGE from EXILE TRIBE                       | 24karats GOLD GENESIS                     |
| 2    | 由薫                                               | Sunshade                                  |
| 3    | SixTONES                                           | GONG                                      |
| 4    | 日向坂46                                           | ドレミソラシド                            |
| 5    | 日向坂46                                           | One choice                                |
| 6    | 齊藤京子×佐野勇斗                                  | ホール・ニュー・ワールド                  |
| 7    | May J.                                             | Let It Go ～ありのままで～ (エンドソング) |
| 8    | 木村昴                                             | アンダー・ザ・シー                        |
| 9    | ダイアモンド🔯ユカイ×King & Prince                 | 君はともだち                              |
| 10   | 屋比久知奈                                         | どこまでも 〜How Far I'll Go〜            |
| 11   | 屋比久知奈                                         | ビヨンド ～超えてゆこう～                 |
| 12   | Da-iCE                                             | CITRUS                                    |
| 13   | Da-iCE                                             | I wonder                                  |
| 14   | &TEAM                                              | 五月雨 (Samidare)                         |
| 15   | SUPER BEAVER                                       | 切望                                      |
| 16   | SEVENTEEN                                          | 消費期限                                  |
| 17   | NiziU × 七尾高等学校吹奏楽部                       | Step and a step                           |
| 18   | SUPER EIGHT × 東海大学付属静岡翔洋高等学校吹奏楽部 | オモイダマ                                |
| 19   | IMP.                                               | BAM-BOO                                   |
| 20   | 乃木坂46                                           | チートデイ                                |
| 21   | m-flo loves Maya                                   | HyperNova                                 |
| 22   | Omoinotake                                         | ラストノート                              |
| 23   | Mrs. GREEN APPLE                                   | ビターバカンス                            |
| 24   | Snow Man                                           | EMPIRE                                    |
| 25   | 藤井隆                                             | ナンダカンダ                              |
| 26   | HY                                                 | 366日 (Official Duet ver.)                |
| 27   | 大塚愛                                             | プラネタリウム                            |
| 28   | m-flo loves 櫻井翔                                 | come again                                |
| 29   | MISIA                                              | フルール・ドゥ・ラ・パシオン              |
| 30   | Hey! Say! JUMP                                     | UMP                                       |
| 31   | timelesz                                           | because                                   |
| 32   | NewJeans                                           | Supernatural                              |
| 33   | Stray Kids                                         | GIANT                                     |
| 34   | AI                                                 | ハピネス                                  |
| 35   | ORANGE RANGE                                       | ロコローション                            |
| 36   | ORANGE RANGE                                       | イケナイ太陽                              |
| 37   | Mrs. GREEN APPLE                                   | ライラック                                |
| 38   | GLAY                                               | HOWEVER                                   |
| 39   | GLAY                                               | さよならはやさしく                        |
| 40   | Snow Man                                           | タペストリー                              |
| 41   | NiziU                                              | SWEET NONFICTION                          |
| 42   | Perfume                                            | Cosmic Treat                              |
| 43   | King & Prince                                      | moooove!!                                 |
| 44   | Aぇ! group                                         | 《A》BEGINNING                            |
| 45   | 星野源                                             | 喜劇                                      |
| 46   | 星野源                                             | 光の跡                                    |
| 47   | 三代目 J SOUL BROTHERS from EXILE TRIBE            | STARS                                     |

## スタッフ
- 技術統括：大越克人
- 美術統括：大川明子
- 美術プロデューサー：山本澄子
- 総合TD：鈴木昭博
- CGデザイン：水落功真、深川侑紀、柳麗
- デジタルプロデューサー：大園菜々実
- データ放送：稲福祥子
- HP：岩崎玲菜
- モニター：一由雄太、吉邑光司
- 楽器レンタル：佐藤継信
- メイク：奥松かつら

汐留本社 SVサブ
- TD：天内理絵
- SW：北折雅人
- VE：山口考志
- MIX：大浦政宣
- 音効：杉山謙一郎、相田恵美子
- TK：山岸由佳、神保よしみ、太田美沙、田中美南子
- ECG：宮前芳恵、橋田可奈子
- ベストポイントディレクター：豊永満、出野皓平、高村いずみ、岩本ナオミ
- ディレクター：淺沼丈生、後藤喬之
- 演出：渡辺春佳
- プロデューサー：柏原萌人

バンテリンドーム ナゴヤ中継
- TD：高岡彰吾、岩崎淳（CTV）
- MIX：前田英人（CTV）
- SW：竹本裕彰（CTV MID ENJIN）
- CAM：大塚貴明（CTV MID ENJIN）
- VE：荒木康敬（CTV MID ENJIN）
- ディレクター：新井章司、萩原哲也、三谷未来、清水陸斗
- プロデューサー：渡辺健太郎、窪彩花

横浜・ぴあアリーナMM中継
- TD：杉本裕治
- CAM：石渡裕二
- 音声：小原正広
- VE：篠遠恵佑
- ディレクター：橋村和幸、並河和奈、村岡美里、奥山翼
- プロデューサー：山崎みみ

番町C1スタジオ
- 美術デザイン：波多野真理
- 大道具：石原大地、白銀美空
- 電飾：平ノ内厚夫、糸数青祥
- アクリル装飾：松本健
- 特殊効果：西海将太
- LEDモニター：太田和明
- 音効：西谷香澄
- SW：鈴木健司
- カメラ：岩永雄允
- VE：古手川大
- MIX：瀧島要介、梓沢曜平、坪井翔馬
- 照明：小笠原雅登、菅原佑介
- PA：笠木駿

番町C2スタジオ
- 美術デザイン：浅田一花
- 大道具：伊集院正幸、栗田昇、竹村頼、萩原大祐
- アクリル装飾：山田隼人
- 小道具：伊沢英樹
- 電飾：森田光俊、下地邦弥
- CG：細田竜司
- 特効：安齋杜緒子
- レーザー：本田祐介
- 音効：岡崎宏
- SW：吉田健治
- カメラ：大庭茂嗣
- VE：竹内萌江
- MIX：原秀彰、杉村理紗、松村美緒
- PA：内藤甲斐
- ドローンカメラ：小澤諒祐
- 照明：井口弘一郎、鹿野功、岩井千知

番町C3スタジオ
- 大道具：小笠原憲仁、松橋滉平
- カメラ：大庭純平
- MIX：中村宏美

全体
- 情報提供：ORICON
- 美術・技術協力：中京テレビ、NiTRO、日テレアート、日放、共立ライティング、ヌーベルバーグ、俳優座劇場、ル・オブジェ・アール・スタジオ、中央宣伝企画、イエローフラッグ、エス・アイ・エス、TACT、テックトラスト、テルミック、コマデン、ヤマモリ、テレフィット、俳優座特効、インターナショナルクリエイティブ、アカリセンター、ジャパンテレビ、三響社、CTV MID ENJIN
- 制作協力：AX-ON、オフィス・ケーアール、ゴットキッズ、モスキート、アガサス
- 運営：光岡裕子、山崎李奈、甲斐主規、池田琴
- 放送作家：桜井慎一、桝本壮志、藤井靖大
- TK：桜井えみこ、田中彩
- デスク：小原麻実
- 番町スタジオプロデューサー：前田直敬、末延靖章、本橋武夫、吉田一浩
- 演出補：織田充希、亀井理美、土田満春、谷村佳奈、山本剛史、鈴木千香、富田文子、長坂美月、安達裕美、高橋果歩、斉籐鈴乃
- FM：加藤健太、湯本夏輝、片岡明日香、文元麻由奈、原皓史、田中怜、坪井優樹
- 制作進行：斎藤寿
- ディレクター：中村文彦、錦織信彦、阿部聡、安達穣史、諏訪裕紀、庄司名衣、稲元雅俊、松本匡貴、佐々木万由子、田中もも、町田有、廣本諒介、山本ゆかり
- プロデューサー：貝山京子、傅克文、富永結貴、森下典子、比嘉智樹、橋本隆、山崎佑里子、和田裕子、大塚明、阿比留ほのほ
- 総合演出：柳沢英俊
- 統括プロデューサー：河野雄平
- 総合プロデューサー：岩崎小夜子
- チーフプロデューサー：島田総一郎
- 製作著作：日本テレビ

## ネット局
| 放送対象地域   | 放送局                    | 系列                          | 放送時間                          | ネット状況 |
| -------------- | ------------------------- | ----------------------------- | --------------------------------- | ---------- |
| 関東広域圏     | 日本テレビ（NTV）         | 日本テレビ系列                | 2024年11月30日（土）19:00 - 22:54 | 【制作局】 |
| 北海道         | 札幌テレビ（STV）         | 日本テレビ系列                | 2024年11月30日（土）19:00 - 22:54 | 同時ネット |
| 青森県         | 青森放送（RAB）           | 日本テレビ系列                | 2024年11月30日（土）19:00 - 22:54 | 同時ネット |
| 岩手県         | テレビ岩手（TVI）         | 日本テレビ系列                | 2024年11月30日（土）19:00 - 22:54 | 同時ネット |
| 宮城県         | ミヤギテレビ（MMT）       | 日本テレビ系列                | 2024年11月30日（土）19:00 - 22:54 | 同時ネット |
| 秋田県         | 秋田放送（ABS）           | 日本テレビ系列                | 2024年11月30日（土）19:00 - 22:54 | 同時ネット |
| 山形県         | 山形放送（YBC）           | 日本テレビ系列                | 2024年11月30日（土）19:00 - 22:54 | 同時ネット |
| 福島県         | 福島中央テレビ（FCT）     | 日本テレビ系列                | 2024年11月30日（土）19:00 - 22:54 | 同時ネット |
| 山梨県         | 山梨放送（YBS）           | 日本テレビ系列                | 2024年11月30日（土）19:00 - 22:54 | 同時ネット |
| 新潟県         | テレビ新潟（TeNY）        | 日本テレビ系列                | 2024年11月30日（土）19:00 - 22:54 | 同時ネット |
| 長野県         | テレビ信州（TSB）         | 日本テレビ系列                | 2024年11月30日（土）19:00 - 22:54 | 同時ネット |
| 静岡県         | 静岡第一テレビ（SDT）     | 日本テレビ系列                | 2024年11月30日（土）19:00 - 22:54 | 同時ネット |
| 富山県         | 北日本放送（KNB）         | 日本テレビ系列                | 2024年11月30日（土）19:00 - 22:54 | 同時ネット |
| 石川県         | テレビ金沢（KTK）         | 日本テレビ系列                | 2024年11月30日（土）19:00 - 22:54 | 同時ネット |
| 福井県         | 福井放送（FBC）           | 日本テレビ系列                | 2024年11月30日（土）19:00 - 22:54 | 同時ネット |
| 中京広域圏     | 中京テレビ（CTV）         | 日本テレビ系列                | 2024年11月30日（土）19:00 - 22:54 | 同時ネット |
| 近畿広域圏     | 読売テレビ（ytv）         | 日本テレビ系列                | 2024年11月30日（土）19:00 - 22:54 | 同時ネット |
| 鳥取県・島根県 | 日本海テレビ（NKT）       | 日本テレビ系列                | 2024年11月30日（土）19:00 - 22:54 | 同時ネット |
| 広島県         | 広島テレビ（HTV）         | 日本テレビ系列                | 2024年11月30日（土）19:00 - 22:54 | 同時ネット |
| 山口県         | 山口放送（KRY）           | 日本テレビ系列                | 2024年11月30日（土）19:00 - 22:54 | 同時ネット |
| 徳島県         | 四国放送（JRT）           | 日本テレビ系列                | 2024年11月30日（土）19:00 - 22:54 | 同時ネット |
| 香川県・岡山県 | 西日本放送（RNC）         | 日本テレビ系列                | 2024年11月30日（土）19:00 - 22:54 | 同時ネット |
| 愛媛県         | 南海放送（RNB）           | 日本テレビ系列                | 2024年11月30日（土）19:00 - 22:54 | 同時ネット |
| 高知県         | 高知放送（RKC）           | 日本テレビ系列                | 2024年11月30日（土）19:00 - 22:54 | 同時ネット |
| 福岡県         | 福岡放送（FBS）           | 日本テレビ系列                | 2024年11月30日（土）19:00 - 22:54 | 同時ネット |
| 長崎県         | 長崎国際テレビ（NIB）     | 日本テレビ系列                | 2024年11月30日（土）19:00 - 22:54 | 同時ネット |
| 熊本県         | くまもと県民テレビ（KKT） | 日本テレビ系列                | 2024年11月30日（土）19:00 - 22:54 | 同時ネット |
| 大分県         | テレビ大分（TOS）         | 日本テレビ系列 フジテレビ系列 | 2024年11月30日（土）19:00 - 22:54 | 同時ネット |
| 鹿児島県       | 鹿児島読売テレビ（KYT）   | 日本テレビ系列                | 2024年11月30日（土）19:00 - 22:54 | 同時ネット |

## 関連番組
- 1億3000万人のSHOWチャンネル

当番組の総合司会を務める櫻井翔と進行を務める羽鳥慎一がレギュラー出演しているバラエティ番組。
- バズリズム02

当番組の進行を務めるバカリズムと市來玲奈がレギュラー出演している音楽番組。